# Debeljaci
Debeljaci su naseljeno mjesto u sastavu Grada Banje Luke, Republika Srpska, BiH. Kroz same Debeljake i Presnače prolazi pruga Banja Luka – Doboj i teče rijeka Vrbanja, desna pritoka rijeke Vrbasa. 

## Stanovništvo
| Debeljaci          |              |              |              |
| godina popisa      | 1991.        | 1981.        | 1971.        |
| Hrvati             | 894 (83,31%) | 890 (89,62%) | 877 (87,17%) |
| Srbi               | 73 (6,80%)   | 68 (6,84%)   | 127 (12,62%) |
| Muslimani          | 2 (0,18%)    | 0            | 0            |
| Jugoslaveni        | 46 (4,28%)   | 28 (2,81%)   | 1 (0,09%)    |
| ostali i nepoznato | 58 (5,40%)   | 7 (0,70%)    | 1 (0,09%)    |
| ukupno             | 1.073        | 993          | 1.006        |

## Vanjske poveznice
debeljaci.com